# 1991-es NAFC-bajnokság
Az 1991-es NAFC-bajnokság, más néven 1991-es NAFC-nemzetek kupája volt a torna negyedik, egyben utolsó kiírása. A tornán a hagyományokhoz hasonlóan három csapat vett részt. A győzelmet jobb gólkülönbségének köszönhetően Mexikó csapata szerezte meg.

## Mérkőzések
| 1991. március 10. | Egyesült Államok          | 2 – 2   | Mexikó                 | Memorial Stadium, Los Angeles Nézőszám: 5 261 Játékvezető: Mario López (guatemalai) |
| 1991. március 10. | Washington 44' Murray 89' | (1 – 2) | Valdez 9' Espinoza 31' | Memorial Stadium, Los Angeles Nézőszám: 5 261 Játékvezető: Mario López (guatemalai) |

| 1991. március 12. | Mexikó                  | 3 – 0   | Kanada | Memorial Coliseum, Los Angeles Nézőszám: 6 000 Játékvezető: Martínez (salvadori) |
| 1991. március 12. | Alves 5', 48' Duana 53' | (1 – 0) |        | Memorial Coliseum, Los Angeles Nézőszám: 6 000 Játékvezető: Martínez (salvadori) |

| 1991. március 14. | Egyesült Államok          | 2 – 0   | Kanada | Torrance High School, Torrance Nézőszám: 4 000 Játékvezető: Ortíz (salvadori) |
| 1991. március 14. | Washington 13' Murray 60' | (1 – 0) |        | Torrance High School, Torrance Nézőszám: 4 000 Játékvezető: Ortíz (salvadori) |

## Góllövőlista
2 gól
- Bruce Murray
- Dante Washington
- Luis Roberto Alves

1 gól
- Missael Espinoza
- Luis Antonio Valdez
- Pedro Duana

## Külső hivatkozások
- Eredmények
- Eredmények